# Laveline-du-Houx

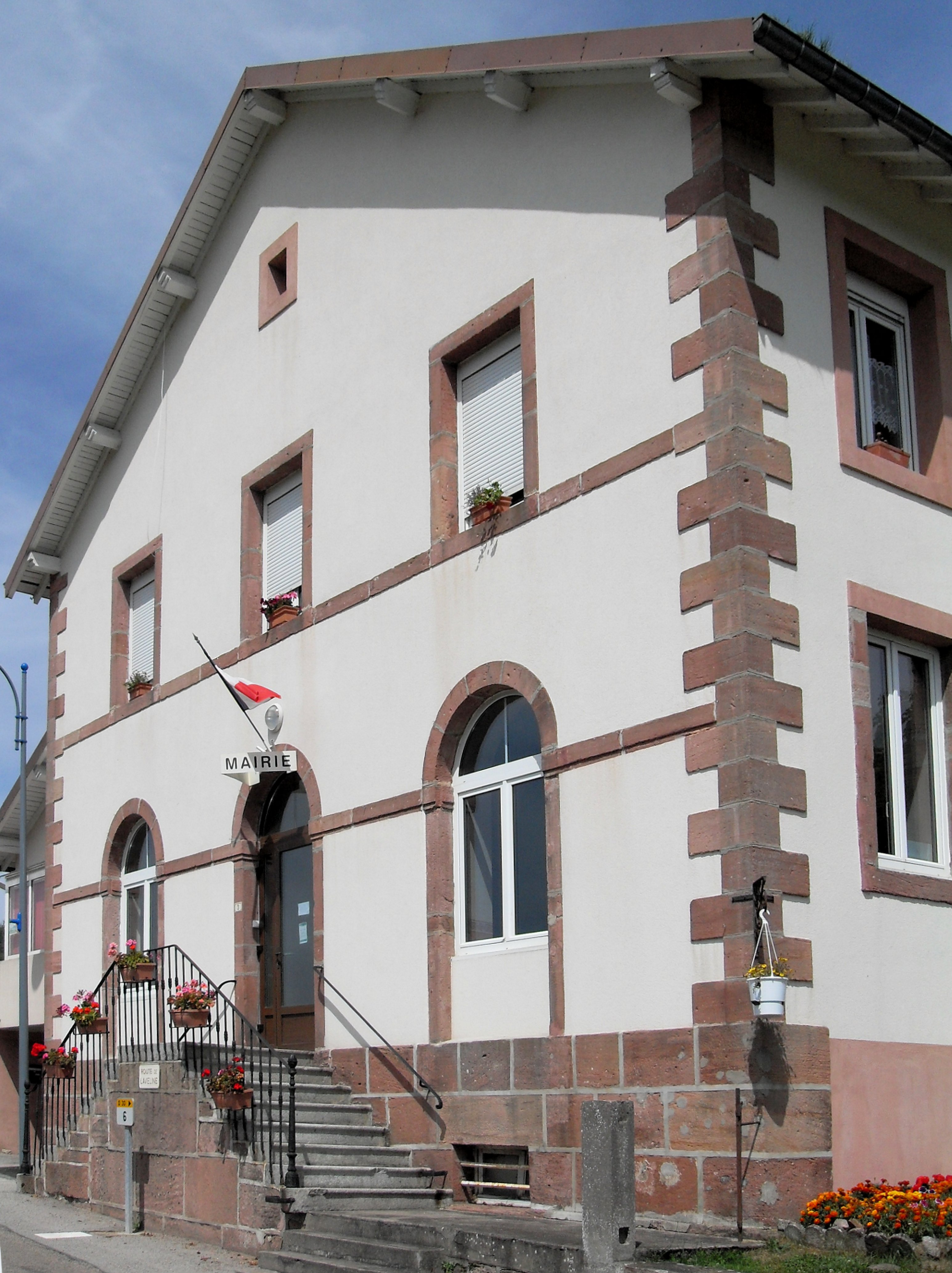
Mairie

Laveline-du-Houx ([lavˈlin dyˈu] , 1801 noch mit der Schreibweise Laveline et Houx) ist eine französische Gemeinde mit 207 Einwohnern (Stand: 1. Januar 2022) im Département Vosges in der Region Grand Est. Sie gehört zum Arrondissement Saint-Dié-des-Vosges (bis 2024 Épinal) und ist Mitglied im Gemeindeverband Communauté de communes Bruyères-Vallons des Vosges. Die Bewohner werden Lavelinois und Lavelinoises genannt.

## Geografie
Die Gemeinde Laveline-du-Houx liegt in den Vogesen, etwa 16 Kilometer nordwestlich von Gérardmer und 20 Kilometer östlich von Épinal.
Das 8,21 km² große Gemeindegebiet von Laveline-du-Houx erstreckt sich entlang des mittleren Tales des Vologne-Nebenflusses Barba auf einer Länge von knapp drei Kilometern. Die Barba nimmt mehrere Gebirgsbäche auf, unter anderem den Ruisseau de Christele Pierre.
Etwa 40 % des Gemeindeareals sind bewaldet, insbesondere die Lagen über 600 Meter im Norden, Süden und Osten. Der höchste Punkt der Gemeinde wird im Nordosten an der Gemeindegrenze zu Herpelmont mit 710 Metern über dem Meer erreicht. Die Meereshöhe der Tallagen über 500 Metern lässt kaum noch wirtschaftlichen Ackerbau zu, daher dominieren in den oberen Tälern und an den Hängen Viehweiden.
Die Gemeinde besteht aus den ca. 700 Meter voneinander getrennten namengebenden Ortsteilen Laveline und Houx sowie den Weilern und Berghöfen Faing Neuf, Genestat, Hérigoutte, Le Grand Écart und Menémont. Zwischen den Ortsteilen Laveline und Houx wurde 2009 im Bereich hinter dem bisher einzeln stehenden Rathaus ein neues Baugebiet erschlossen.
Nachbargemeinden von Laveline-du-Houx sind Lépanges-sur-Vologne, Fiménil und Beauménil im Norden, Herpelmont und Jussarupt im Nordosten, Champdray im Osten, Rehaupal im Südosten, Tendon im Süden und Südwesten, Faucompierre im Westen sowie La Neuveville-devant-Lépanges im Nordwesten.

## Geschichte
Der Name der heutigen Gemeinde taucht 1434 erstmals als Laveline Hout in Urkunden auf.
Der Ort bestand aus verstreuten Weilern und gehörte zu Tendon, die Bewohner waren im nahen Saint-Jean-du-Marché (heute Teil der Gemeinde La Neuveville-devant-Lépanges) eingepfarrt. Überliefert sind Markttage an St. Johannis, an denen land- und forstwirtschaftliche Erzeugnisse angeboten wurden.
Von 1790 bis 1800 war Laveline du Houx Teil der Gemeinde Docelles.
1839 wurde eine Knabenschule, 1871 eine Mädchenschule eingerichtet, im Ortsteil Hérigoutte bestand ab 1870 eine gemischte Grundschule.
Die Archive geben wenig Aufschluss über die Ortsgeschichte, weil Kirchenbücher fehlen und Schriftstücke zum Teil so beschädigt sind, dass sie nicht mehr identifiziert werden können.
Laveline-du-Houx hat keine Kirche, die Seelsorge wird von der Kirche im benachbarten Rehaupal übernommen. Auffällig sind die Flurkreuze im Gemeindegebiet, von denen noch 15 existieren.

### Bevölkerungsentwicklung
| Jahr      | 1962 | 1968 | 1975 | 1982 | 1990 | 1999 | 2006 | 2013 | 2021 |
| Einwohner | 290  | 239  | 182  | 193  | 201  | 207  | 219  | 232  | 202  |

Im Jahr 1846 wurde mit 724 Bewohnern die bisher höchste Einwohnerzahl ermittelt. Die Zahlen basieren auf den Daten von cassini.ehess und INSEE.

## Sehenswürdigkeiten
- 15 Flurkreuze, davon ein Kreuz aus dem Jahr 1618

## Wirtschaft und Infrastruktur
In Ort sind kleine Handwerks- und sechs Landwirtschaftsbetriebe ansässig (Milchwirtschaft, Rinderzucht, Schweinehaltung). Die Entwicklung des Tourismus (Ferienhäuser, Pensionen) gewinnt zunehmend an Bedeutung. Daneben wird Laveline-du-Houx heute von Pendlern der nahen Industriezonen um Docelles als ruhiger Wohnort abseits der großen Verkehrsströme geschätzt.
Laveline-du-Houx ist drei Kilometer von der die Vogesen durchquerenden Départementsstraße 417 (Remiremont–Gérardmer–Colmar) entfernt. Im Ortsteil Houx kreuzen sich die Straßenverbindungen La Neuveville–Rehaupal und Herpelmont-Tendon. Der nächste Bahnhof liegt in der acht Kilometer entfernten Gemeinde Docelles an der von der TER Grand Est betriebenen Bahnstrecke Arches–Saint-Dié.

## Belege
1. ↑  Ortsname auf cassini.ehess.fr
2. ↑  Laveline-du-Houx auf vosges-archives.com (Memento des Originals vom 21. Januar 2016 im Internet Archive)  Info: Der Archivlink wurde automatisch eingesetzt und noch nicht geprüft. Bitte prüfe Original- und Archivlink gemäß Anleitung und entferne dann diesen Hinweis. (PDF-Datei, französisch; 135 kB)
3. ↑  Laveline-du-Houx auf cassini.ehess
4. ↑  Laveline-du-Houx auf INSEE
5. ↑  Landwirtschaftsbetriebe auf annuaire-mairie.fr (französisch)